# کلیسای جامع روچستر
کلیسای جامع روچستر (انگلیسی: Rochester Cathedral) یک کلیسای جامع در شهر روچستر، کنت، انگلستان است.
این کلیسا در سال ۶۰۴ میلادی ساخته شده و در مقر (کلیسای جامع) اسقف روچستر، دومین اسقف قدیمی انگلستان پس از اسقف اعظم کانتربری است. این عمارت یک ساختمان درجه یک محسوب می‌شود.

## نگارخانه

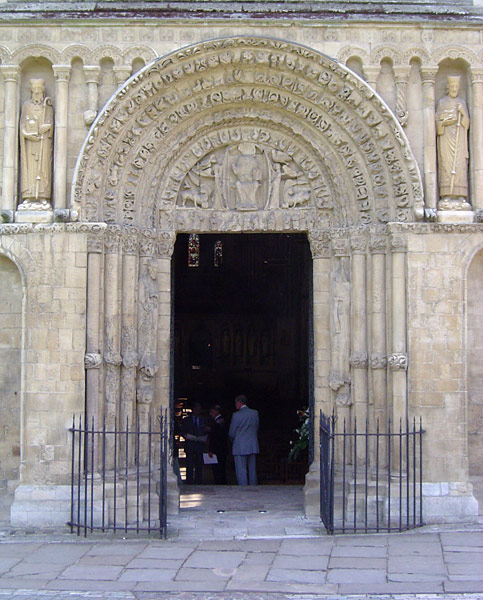
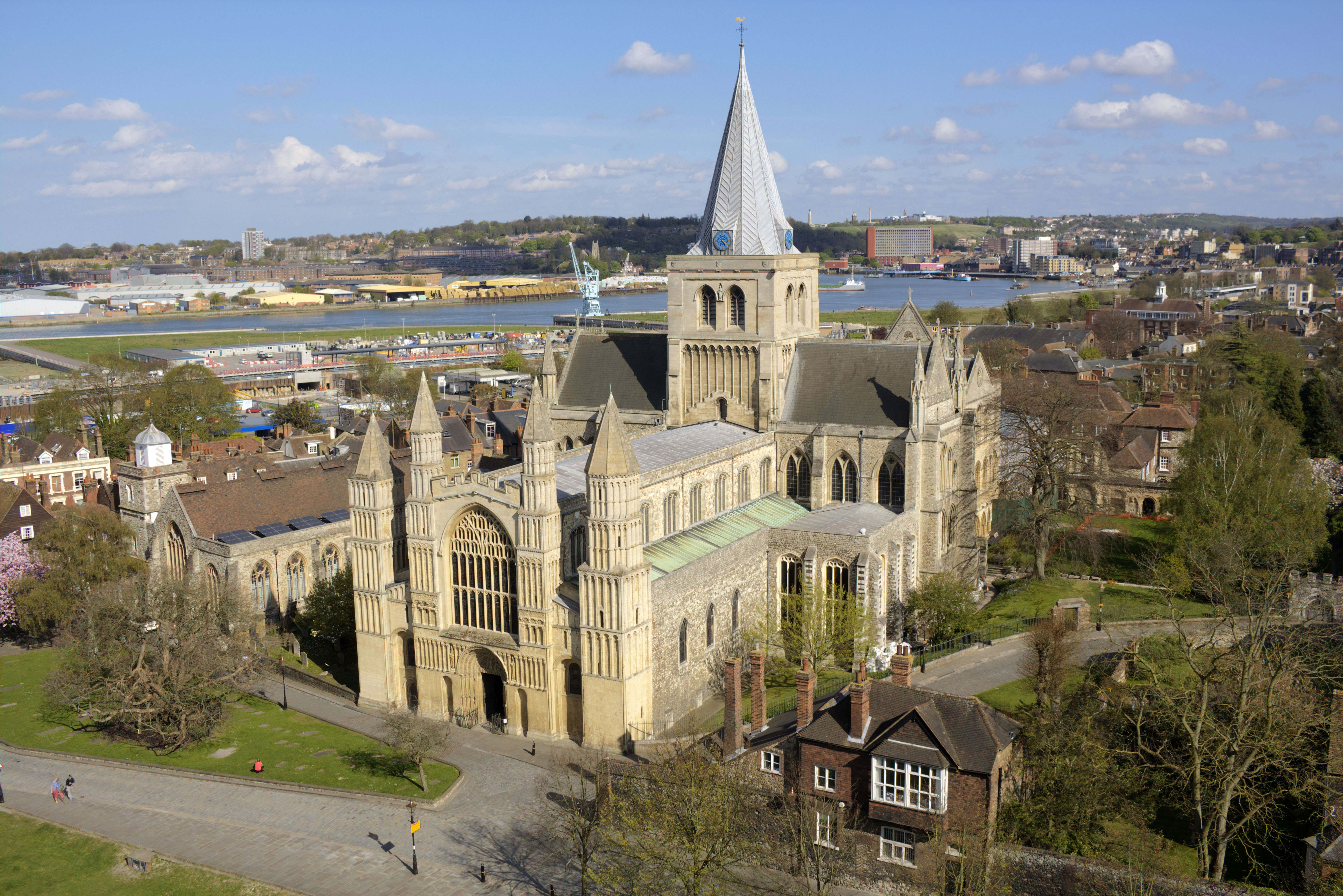
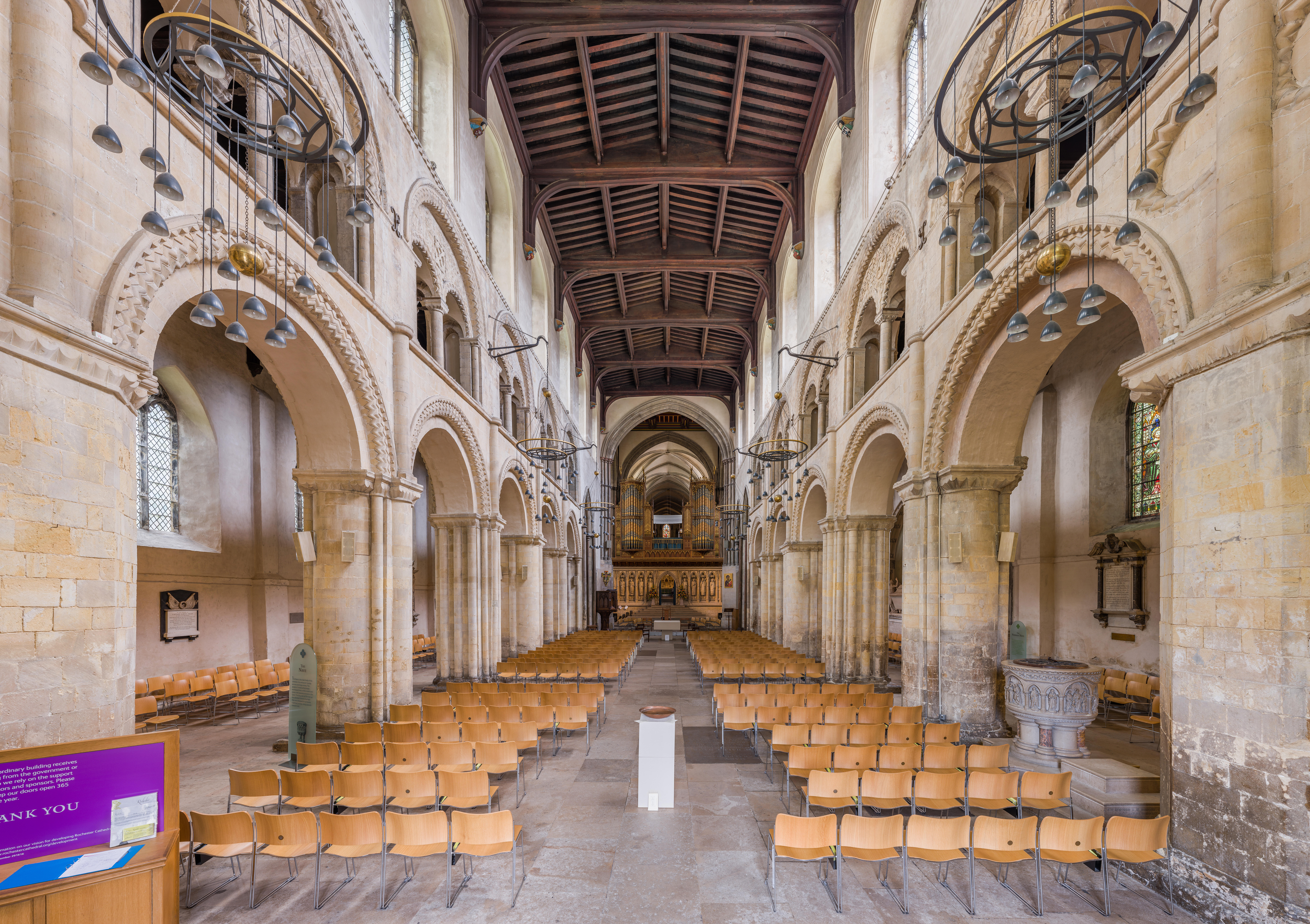
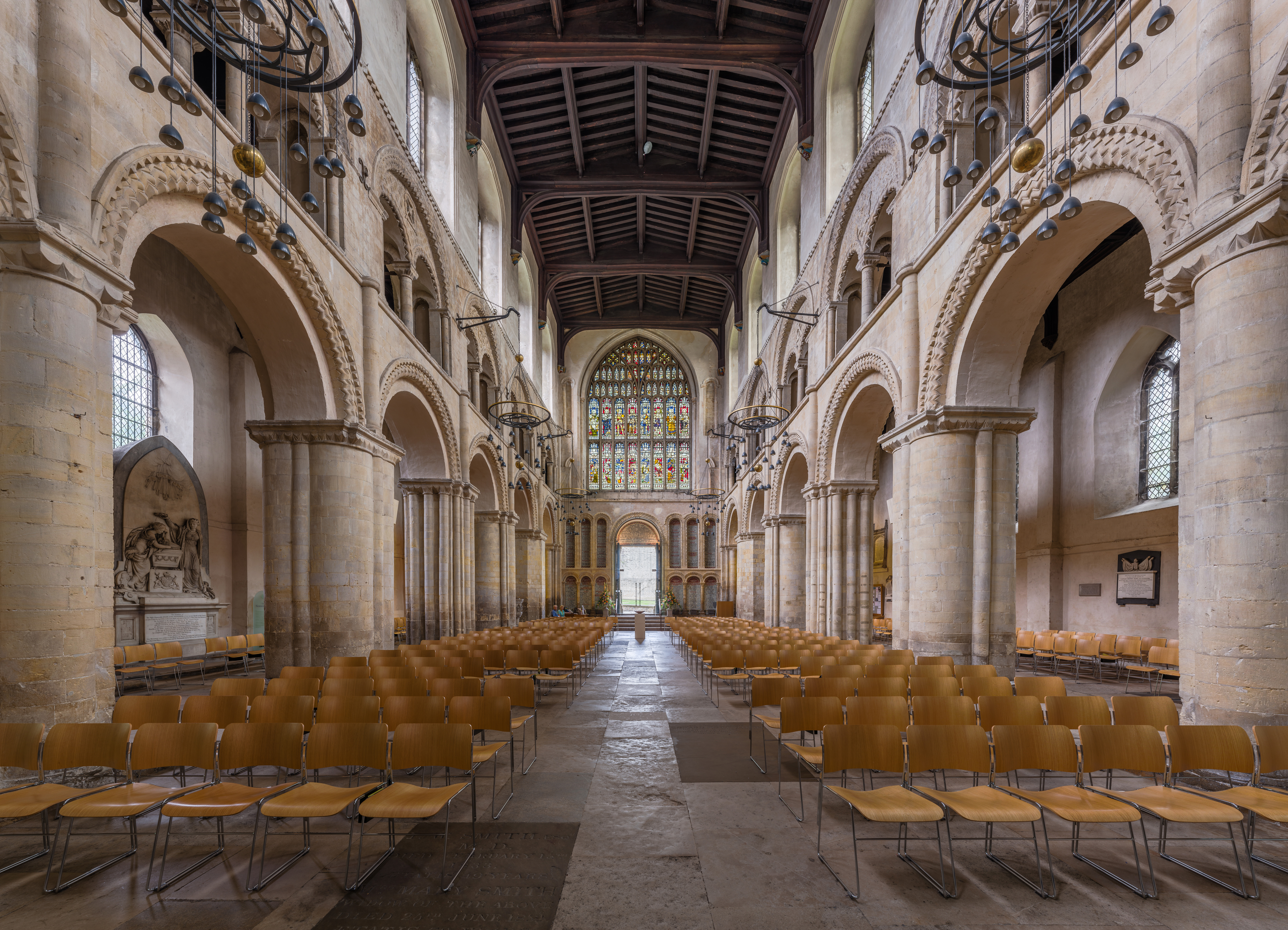
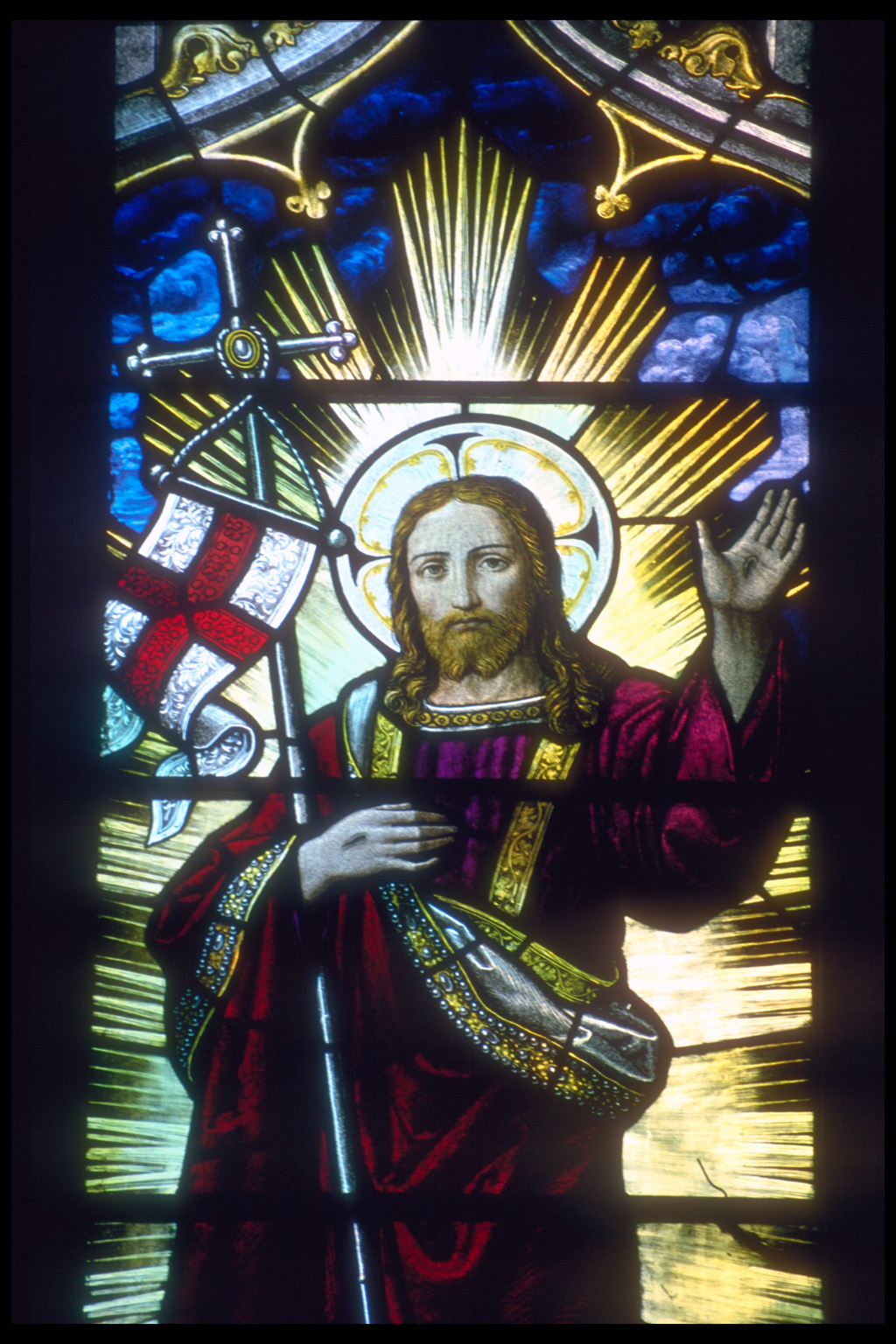
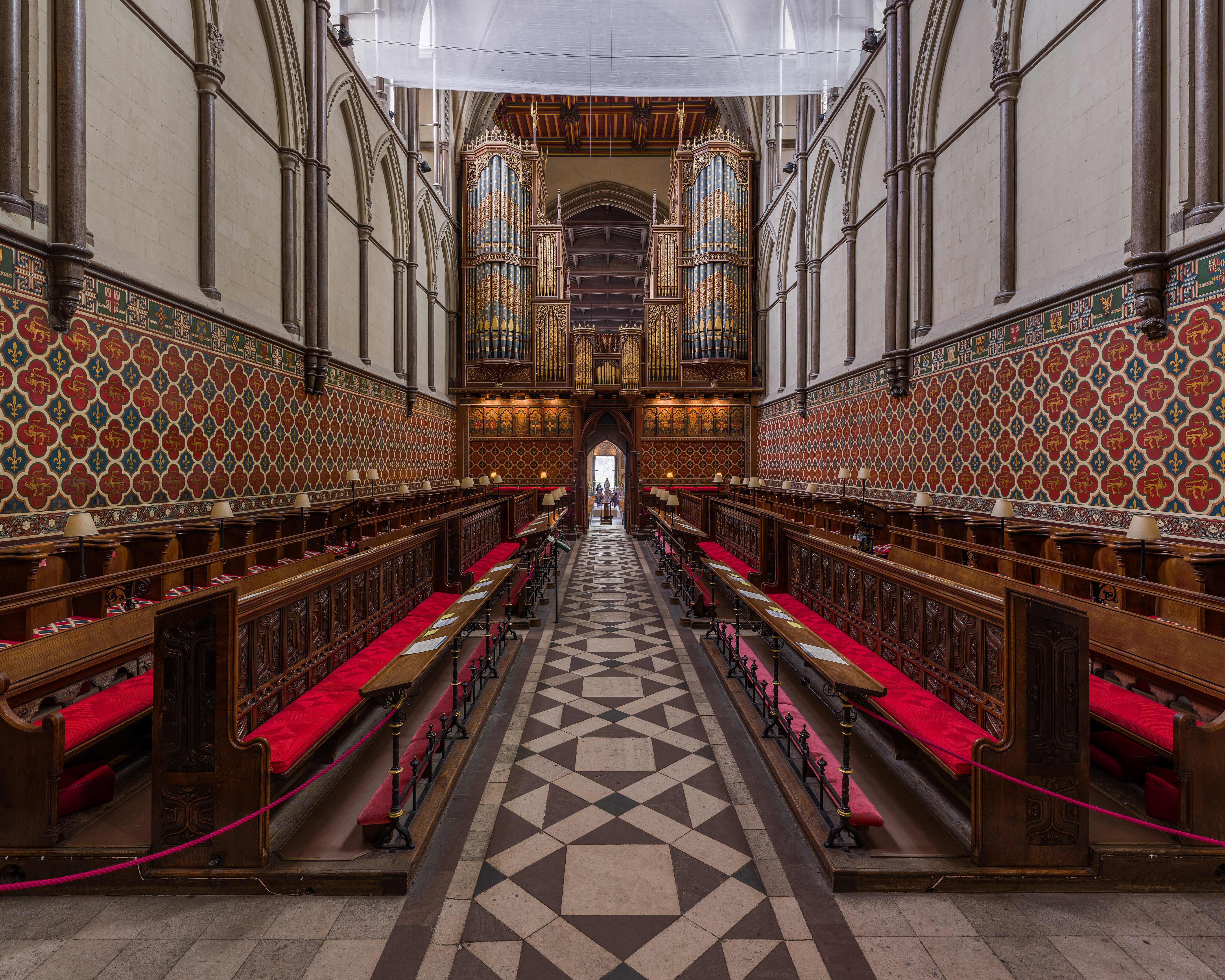
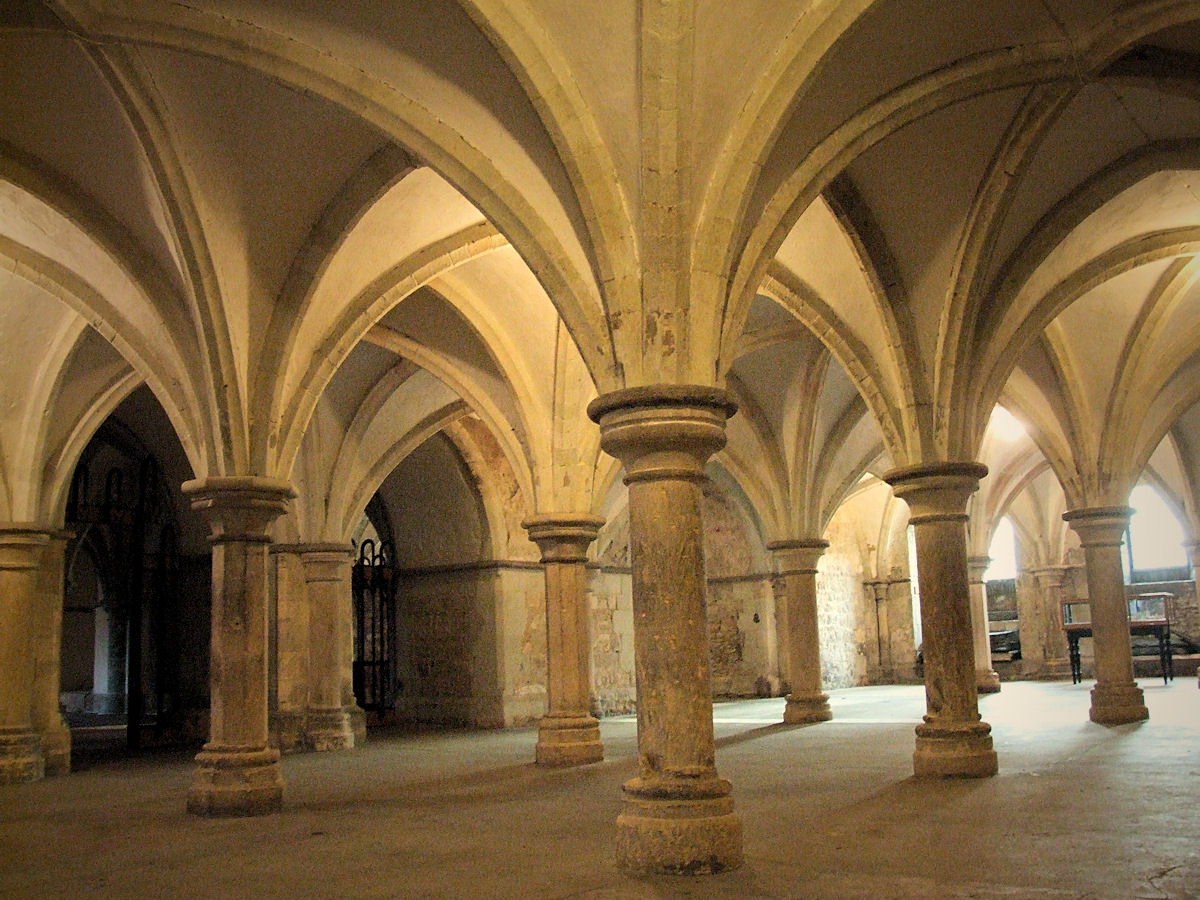
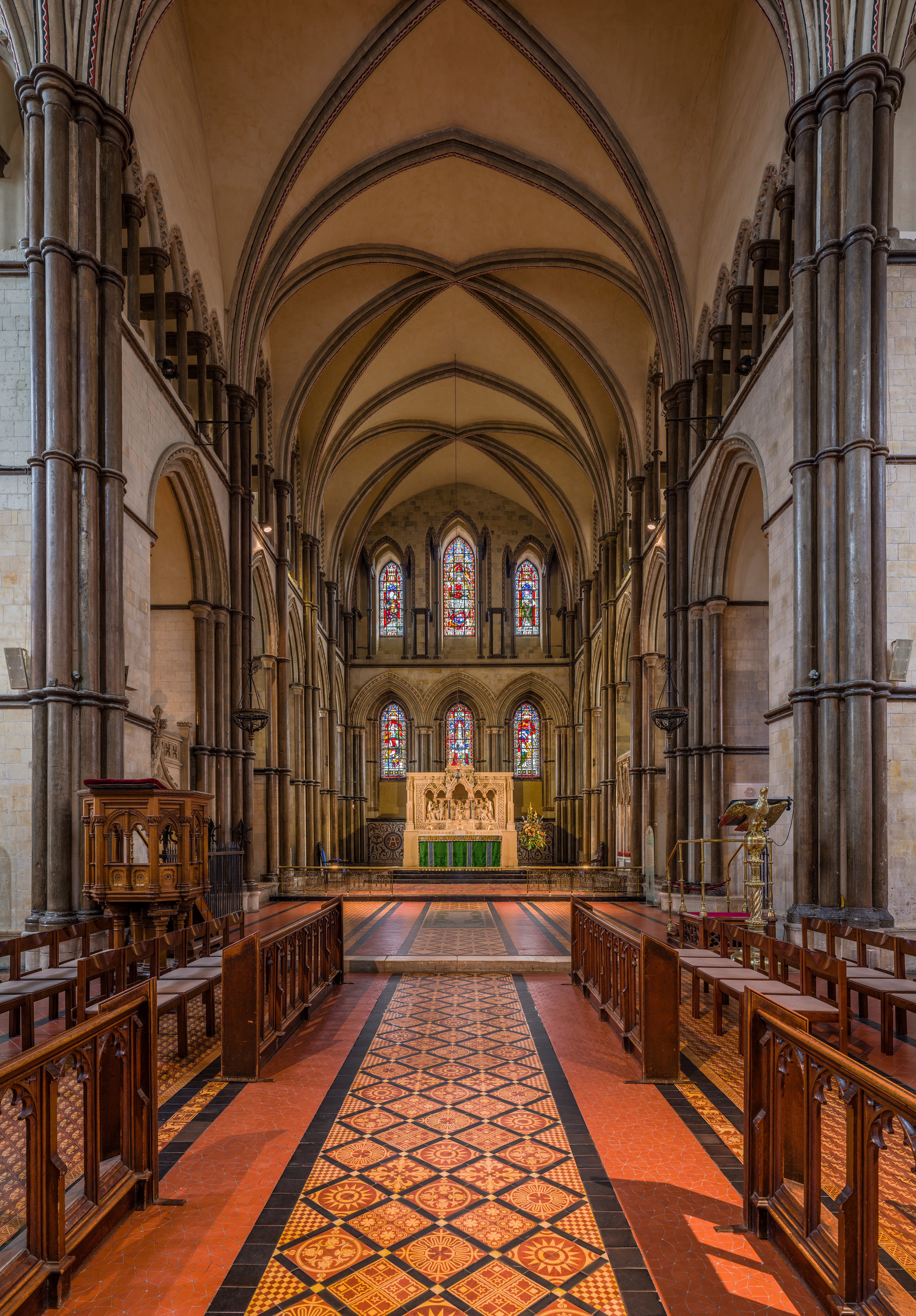
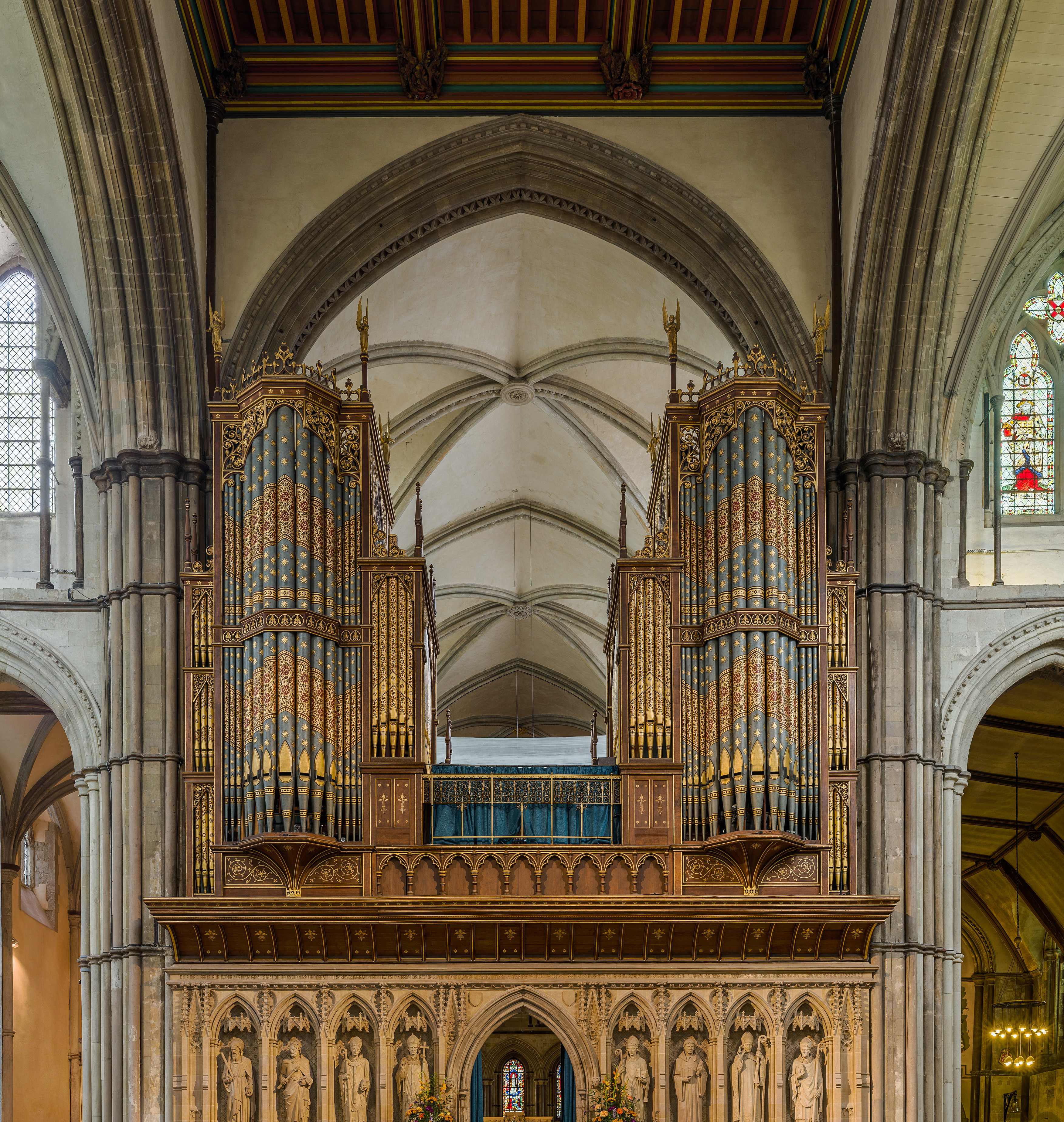
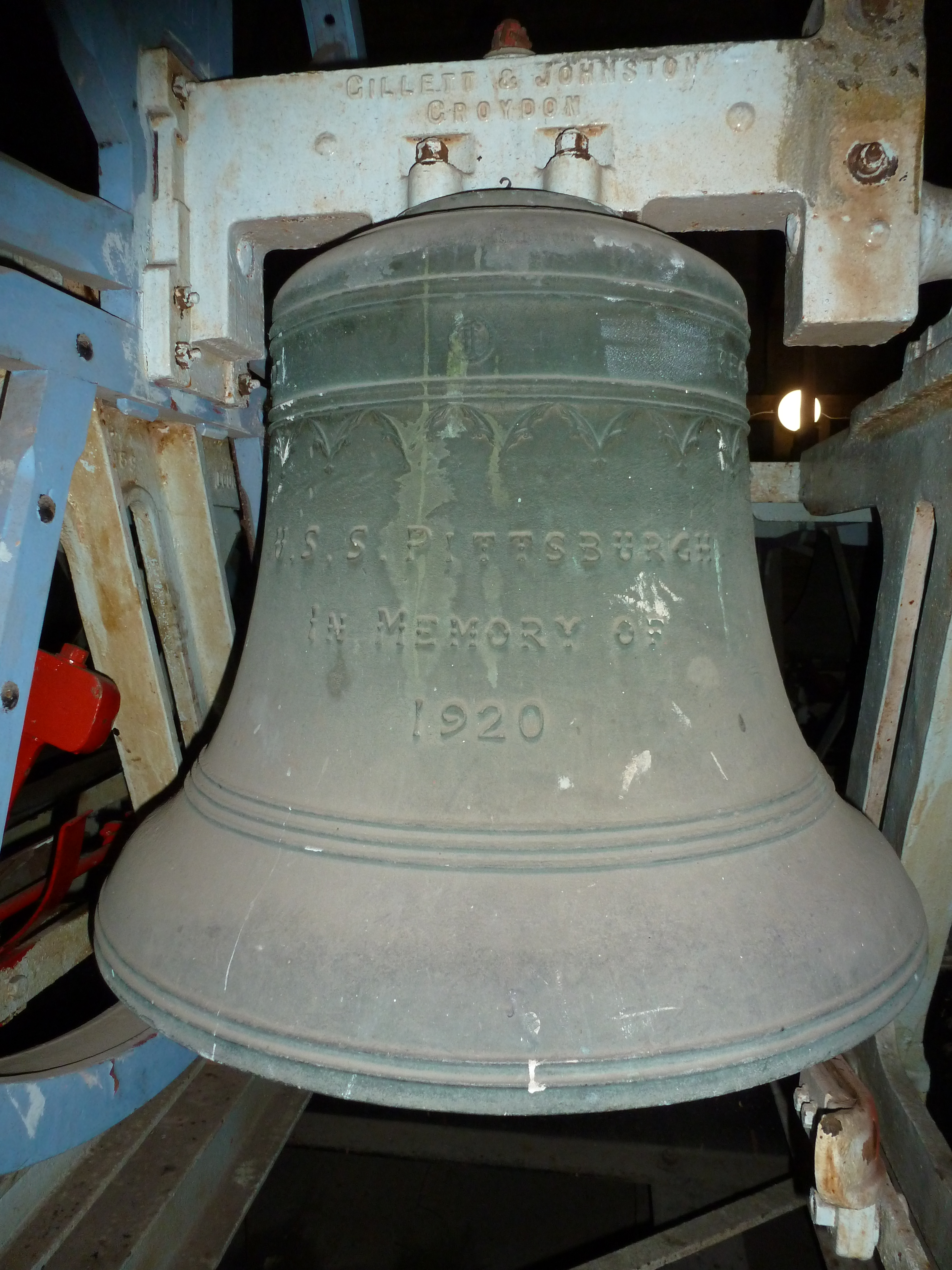